# Hawai (fleuve)
Le fleuve Hawai  (anglais : Hawai River) est un cours d’eau de l’île du Nord de la Nouvelle-Zélande dans le district d'Opotiki dans la région de la Baie de l'Abondance.

## Situation
Il s’écoule à partir de la chaîne de Raukumara (en) en direction du nord-est dans la région de la Baie de l'Abondance. La localité de «Torere» est à  7 km au sud-ouest de l’embouchure de la rivière et le village de «Houpoto » est à 8 km au nord-est. Il est franchi par la route SH 35 (en) sur son trajet allant du district d'Opotiki à la ville de Gisborne.